# Katie Savoy
Katherine „Katie“ Savoy (* 12. Juli 1984 in Boston, Massachusetts) ist eine US-amerikanische Schauspielerin.

## Leben
Savoy wurde in Boston geboren, wo sie auch aufwuchs. Sie studierte Schauspiel an der University of California, Irvine und spricht fließend Italienisch und Spanisch. Sie debütierte als Fernsehschauspielerin 2007 in der Seifenoper durch eine Nebenrolle, die sie in insgesamt 12 Episoden verkörperte, damals noch unter dem Namen Katherine „Katie“ Edell. Es folgte eine Besetzung in zwei Episoden der Fernsehserie How I Met Your Mother. Nach einzelnen Episodenrollen in verschiedenen Fernsehserien spielte sie 2009 in dem Spielfilm Nuclear mit, 2010 im Kurzfilm Holt & Randy: Foundations, der am 19. Januar 2010 auf dem NewFilmmakers Los Angeles uraufgeführt wurde und am 6. November 2011 auf dem AFM International Independent Film Festival gezeigt wurde. Im selben Jahr folgten zwei weitere Besetzungen in Kurzfilmen, L.A. Vampire und Mercy-Less.
2012 spielte sie erneut die Rolle der Brianna Silver im Kurzfilm Holt & Randy: For Sale, der Fortsetzung von Holt & Randy: Foundations. Von 2012 bis 2016 verkörperte sie in insgesamt 36 Episoden den Charakter Sammi in der Fernsehserie Living with Models. 2014 übernahm sie eine der Hauptrollen in dem Fernsehfilm Sharktopus vs. Pteracuda – Kampf der Urzeitgiganten. 2014 schlüpfte sie erneut in die Rolle der Brianna Silver für den Spielfilm Holt Kills Randy.

## Filmografie
- 2007–2011: Reich und Schön (The Bold and the Beautiful) (Fernsehserie, 12 Episoden)
- 2008: How I Met Your Mother (Fernsehserie, 2 Episoden)
- 2008: Entourage (Fernsehserie, Episode 5x12)
- 2009: Die Zauberer vom Waverly Place (Wizards of Waverly Place) (Fernsehserie, Episode 2x13)
- 2009: Rules of Engagement (Fernsehserie, Episode 3x12)
- 2009: Nuclear
- 2010: Holt & Randy: Foundations (Kurzfilm)
- 2010: L.A. Vampire (Kurzfilm)
- 2010: Law & Order: LA (Law & Order: Los Angeles) (Fernsehserie, Episode 1x05)
- 2010: Mercy-Less (Kurzfilm)
- 2011: Franklin & Bash (Fernsehserie, Episode 1x07)
- 2011: Firelight (Kurzfilm)
- 2012: Home Is Where the Hans Are (Mini-Fernsehserie)
- 2012: Holt & Randy: For Sale (Kurzfilm)
- 2012–2016: Living with Models (Fernsehserie, 36 Episoden)
- 2013: Virtually Heroes
- 2013: Palace of the Damned (Fernsehfilm)
- 2013: Ironside (Fernsehserie, Episode 1x09)
- 2014: Sharktopus vs. Pteracuda – Kampf der Urzeitgiganten (Sharktopus vs. Pteracuda) (Fernsehfilm)
- 2014: My Deja Vu (Kurzfilm)
- 2014: Sequestered (Fernsehserie, 10 Episoden)
- 2014: The Restoration (Kurzfilm)
- 2014: Holt Kills Randy
- 2015: Everything Before Us
- 2015: Crush the Skull
- 2016: Navy CIS: New Orleans (NCIS: New Orleans) (Fernsehserie, Episode 2x21)
- 2016: The Happys
- 2017: Needlestick
- 2017: The New 30 (Fernsehserie, Episode 1x03)
- 2017: Back to School v Back to Work (Kurzfilm)
- 2017: Shen gong yuan ling
- 2018: The Midwife’s Deception (Fernsehfilm)
- 2019: Virtually